# Língua tondano
Tondano (também chamada Tolou, Tolour, Tondanou, Toulour) é um Malaio-Polinésia falada na área Tondano do nordeste das Celebes, Indonésia. É bastante similar às línguas Tombulu e Tonsea.

## Dialetos
Existem três dialetos principais da língua Tondano: Tondano propriamente dito, Kakas ou Ka'kas e Remboken. 